# Anisodes curtisi
Anisodes curtisi är en fjärilsart som beskrevs av Louis Beethoven Prout 1920. Anisodes curtisi ingår i släktet Anisodes och familjen mätare. Inga underarter finns listade i Catalogue of Life.